# 程永华
程永华（1954年9月—），吉林長春人，中华人民共和国外交官，曾任驻日本国大使等职务。

## 生平
1973年，作為新中國成立後暨中華人民共和國和日本建交後的首批留日學生，程永華在和光大學開始了1年半的學習生涯，選修日本文學及地理。1975年，程永華在創價大學繼續留學。。
1977年，程永华赴日担任驻日本大使馆随员。1983年，出任外交部亚洲司三秘，后升任二秘。1989年，任驻日本大使馆二秘，后升任一秘。1992年，任外交部亚洲司副处长，后升任处长。1996年，晋升为驻日本大使馆参赞，后加衔为公使銜參贊。2000年，回国担任外交部亚洲司副司长。2003年，赴日担任驻日本大使馆公使。2006年8月，出任驻马来西亚大使。2008年10月，出任驻韩国大使。
2010年2月，接替崔天凯出任驻日本国特命全权大使，直到2019年5月19日卸任回国，是任职最長時間的中国驻日本大使，其任期跨越菅直人、野田佳彦、安倍晋三三任日本首相任期。。离任前会见了日本天皇德仁夫妇，为德仁即位后会见的第一位外国人。
2020年6月，出任中日友好协会常务副会长。

## 家庭
已婚，有一女。